# MV Lestari Maju
El MV Lestari Maju fue un buque de carga modificado de 749 toneladas (737 toneladas largas; 826 toneladas cortas) que operaba un servicio de pasajeros nacional de Indonesia desde la regencia de Bulukumba hasta las islas Selayar en Sulawesi del Sur. Al mediodía del 3 de julio de 2018, el barco encalló deliberadamente frente a las islas Selayar. Se informó que el transbordador había sufrido una fuga en el lado de babor de la cubierta inferior. Cuando el transbordador comenzó a hundirse, el capitán decidió encallar el transbordador para detener el hundimiento y facilitar las tareas de rescate. El accidente mató a 35 personas; 155 personas sobrevivieron al accidente.
El accidente fue el segundo desastre marítimo importante en Indonesia en menos de un mes, después del hundimiento del MV Sinar Bangun, que mató a 167 personas el 18 de junio de 2018. El hundimiento es el desastre marítimo más mortal en Sulawesi del Sur desde 2015.
El Comité Nacional de Seguridad del Transporte de Indonesia publicó sus conclusiones el 9 de octubre de 2018. La investigación concluyó que la tripulación no había respetado numerosas normas de seguridad fundamentales. También reveló que el hundimiento se debió a las altas olas que lograron entrar en el transbordador. La baja altura de la cubierta del transbordador provocó que las olas entraran en las cubiertas inferiores, creando un efecto de superficie libre que finalmente provocó que el transbordador se inclinara. La situación se agravó debido a la situación de sobregiro del transbordador, la ausencia de un puerto de descarga en la cubierta principal y los vehículos sueltos a bordo.